# Hydrometeorologie
Die Hydrometeorologie ist ein Teilgebiet der Meteorologie und der Hydrologie. Sie befasst sich mit dem Kreislauf des Wassers in der Atmosphäre, das heißt mit Verdunstung, Wasserdampftransport und Niederschlag, sowie seinen Wechselwirkungen mit der Hydrosphäre. Spezielle Bedeutung besitzt sie bei der Vorhersage von Hochwassersituationen von Flüssen, bei der Wasserversorgung menschlicher Ballungsräume sowie bei der Bewässerung arider Gebiete.